# 訃報 1990年1月
訃報 1990年1月（ふほう 1990ねん1がつ）では、1990年（平成2年）1月中に物故した、又は物故が報じられた人物についてまとめる。

## （1日 - 15日）

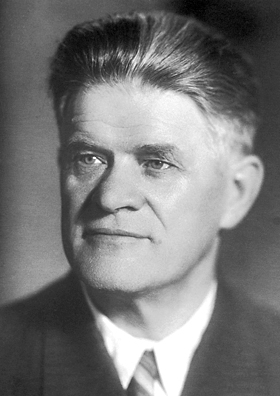
パーヴェル・チェレンコフ / 1月6日没

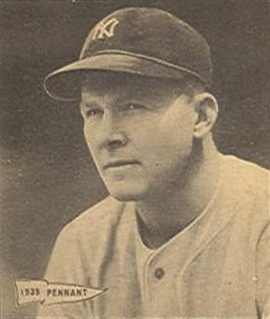
スパッド・チャンドラー / 1月9日没

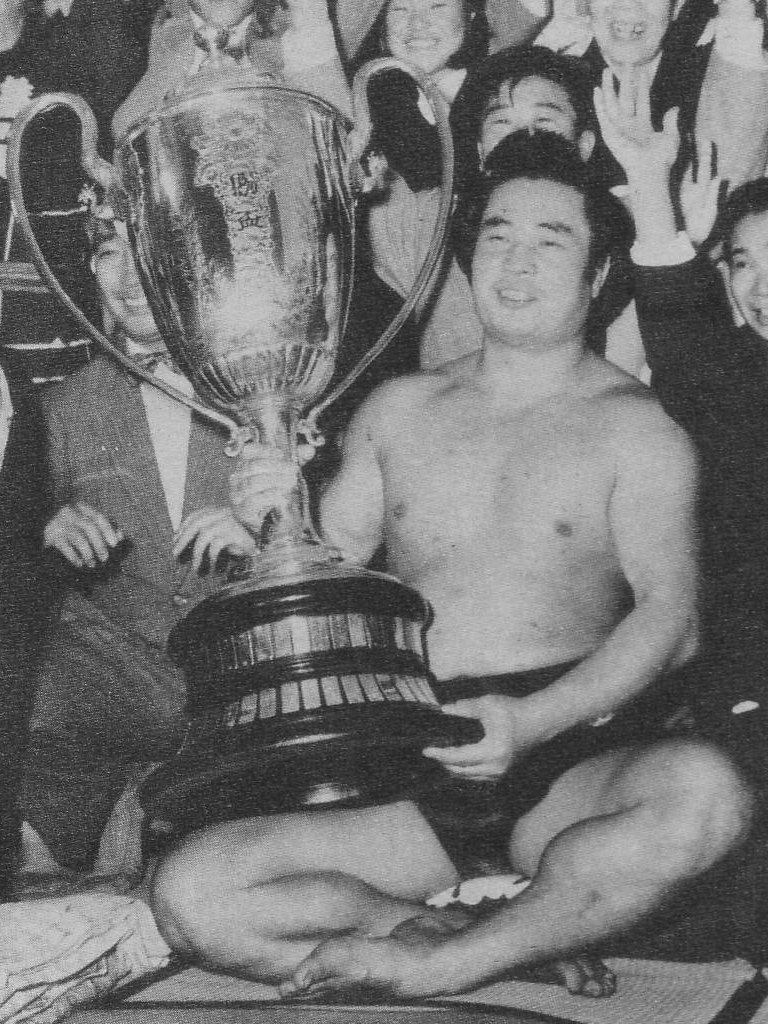
栃錦清隆 / 1月10日没

- 1月5日 - アーサー・ケネディ、俳優（* 1914年）
- 1月5日 - 斉藤恒夫、作曲家・編曲家（* 1930年）
- 1月6日 - 金子金五郎、将棋棋士（* 1902年）
- 1月6日 - パーヴェル・チェレンコフ、物理学者（* 1904年）
- 1月7日 - 荒金天倫、臨済宗方広寺 (浜松市)派第九代管長（* 1920年）
- 1月9日 - スパッド・チャンドラー、メジャーリーガー【ニューヨーク・ヤンキース】（* 1907年）
- 1月10日 - 栃錦清隆、大相撲第44代横綱、日本相撲協会理事長（* 1925年）
- 1月11日 - 楢橋進、政治家（* 1934年）
- 1月13日 - 小田富弥、日本画家（* 1895年）
- 1月14日 - ゴードン・ジャクソン、イギリスの映画俳優（* 1923年）
- 1月14日 - 財津守、元プロ野球選手【中日ドラゴンズ】（* 1938年）
- 1月14日 - 粟國安彦、オペラの演出家（* 1941年）

## （16日 - 31日）

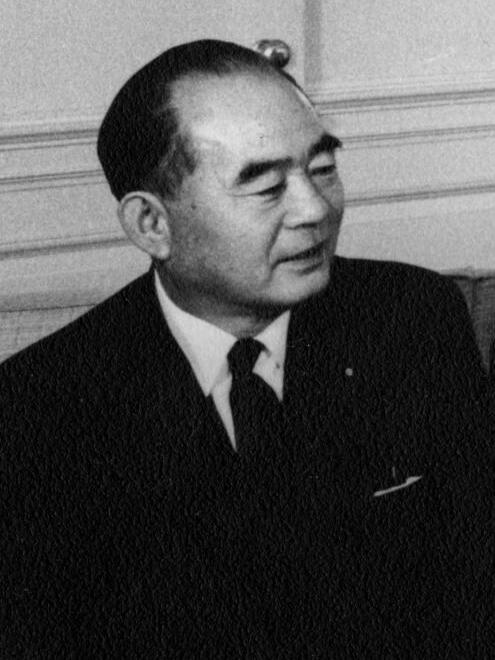
橋本登美三郎 / 1月19日没

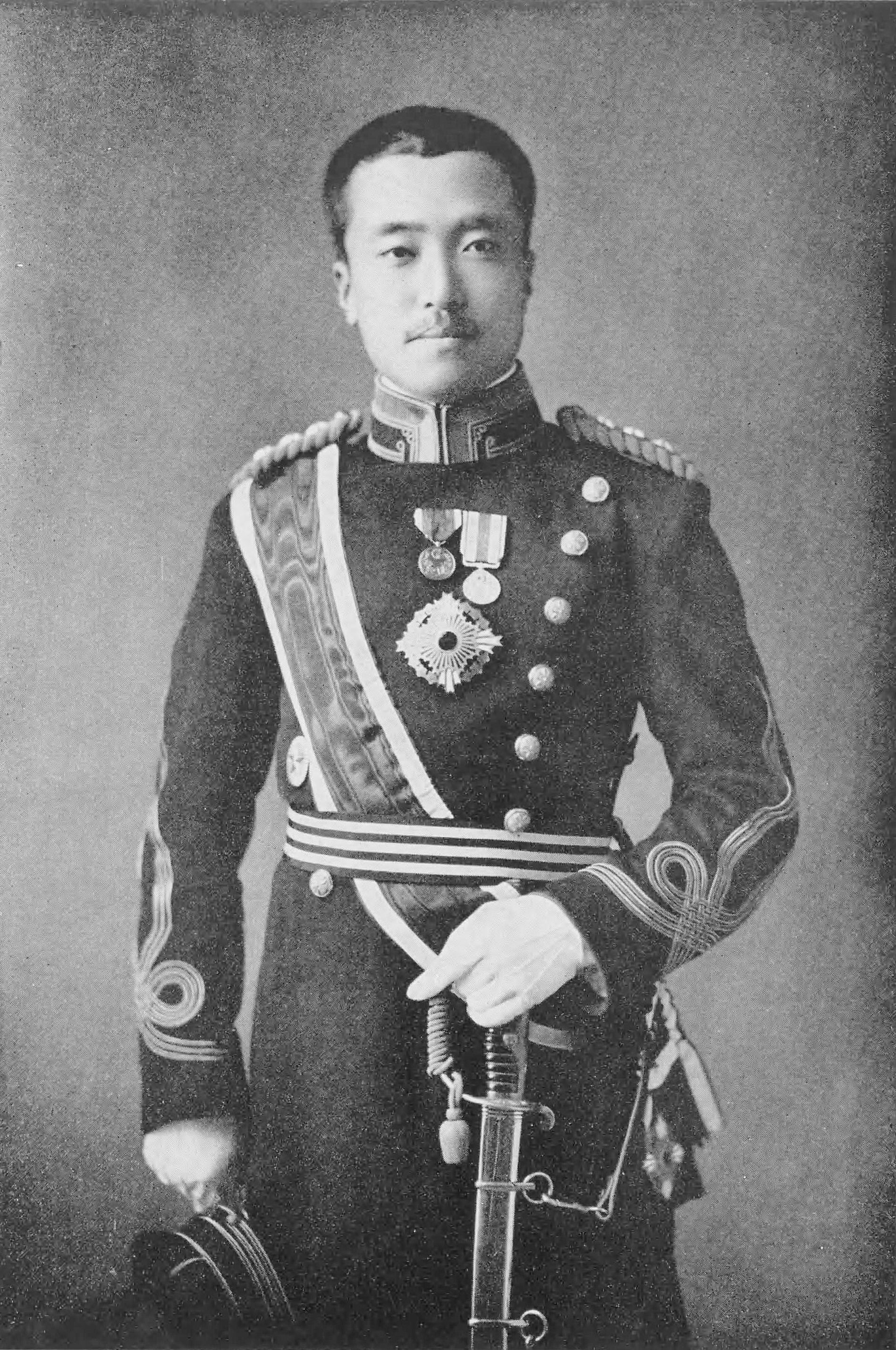
東久邇宮稔彦王 / 1月20日没

- 1月16日 - 近藤洲弘、テレビ朝日のプロデューサー（* 1936年）
- 1月17日 - 藤沢ミつ、1986年5月21日に、長寿日本一（113歳）となるが年齢に疑いがある（* 1876年?）
- 1月17日 - ケン・オブライエン、アニメーター（* 1915年）
- 1月19日 - 橋本登美三郎、政治家、元自由民主党幹事長（* 1901年）
- 1月19日  - 坂井時忠、元兵庫県知事（* 1911年）
- 1月20日 - 東久邇宮稔彦王、皇族・第43代内閣総理大臣（* 1887年）
- 1月23日 - 小山田政弘、鹿児島蒲生町長（* 1903年）[1]
- 1月25日 - 田丸秀治、元電通社長（* 1914年）
- 1月27日 - 江戸アケミ、ミュージシャン、ロックバンドじゃがたらのリーダー（* 1953年）
- 1月29日 - 森田雄蔵、作家、全国同人雑誌作家協会会長（* 1910年）
- 1月31日 - エベリーン・ド・ボリス＝レイモンド・マルコス、生物学者（* 1901年）